# Sandra Tomlinson
Sandra Tomlinson (Melbourne, 9 ottobre 1947) è un'ex cestista australiana.
È la moglie di Ray Tomlinson e la madre di Louella Tomlinson.

## Carriera
Con l'Australia ha disputato due edizioni dei Campionati del mondo (1971, 1975).